# Máquina de Galton

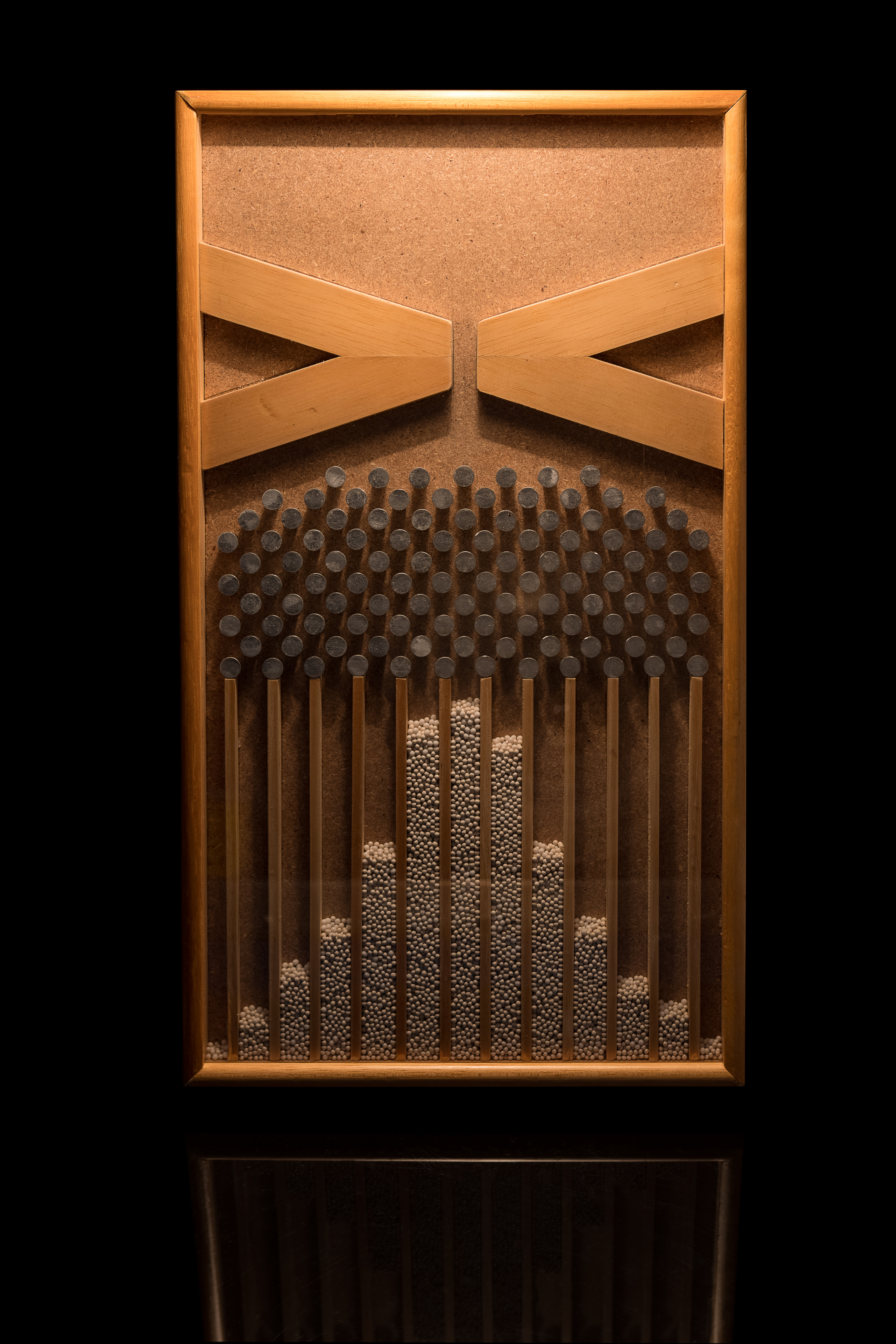
Máquina de Galton

La máquina de Galton, o tablero de Galton, es un dispositivo inventado por Francis Galton para demostrar el teorema del límite central, en particular que, con una muestra lo suficientemente grande, la distribución binomial se aproxima a la distribución normal. Entre sus aplicaciones, permitió comprender la regresión a la media o "reversión a la mediocridad".

## Descripción
El dispositivo consiste en un tablero vertical con filas de clavos intercalados y unas guías en la parte inferior. En la parte superior se colocan cuentas (bolitas) que se dejan caer y, cuando el dispositivo está nivelado, las cuentas rebotan hacia la izquierda o hacia la derecha al tropezar con los clavos. Como resultado, las bolitas caen en los contenedores delimitados por las guías de la parte inferior, creándose columnas de cuentas acumuladas cuya altura se aproxima a una curva de campana o distribución normal. La superposición del triángulo de Pascal sobre la disposición de los clavos muestra la cantidad de caminos diferentes que las cuentas pueden tomar para llegar a cada contenedor.
Los modelos de trabajo a gran escala de este dispositivo creados por Charles y Ray Eames se pueden ver en las exposiciones Mathematica: A World of Numbers... and Beyond (Matemáticas: Un mundo de números... y mucho más) que se exhiben permanentemente en el Museo de Ciencias de Boston, el Salón de Ciencias de Nueva York o el Museo Henry Ford.
La máquina del Museo Ford se exhibió en el IBM Pavilion durante la "Feria Mundial de Nueva York" de 1964-65 y más tarde en el Pacific Science Center en Seattle. Otra versión a gran escala se muestra en el vestíbulo del Index Fund Advisors en Irvine, California.
Se pueden construir tableros para otras distribuciones cambiando la forma de los clavos o enfocándolos hacia una dirección, e incluso son posibles tableros bimodales. Jacobus Kapteyn, mientras estudiaba y popularizaba las estadísticas del logaritmo normal para ayudar a visualizarlo y demostrar su plausibilidad, construyó un tablero para la distribución logarítmica normal (común en muchos procesos naturales, particularmente los biológicos) utilizando triángulos isósceles de diferentes anchos para 'multiplicar' la distancia que recorre la cuenta, en lugar de los pasos de tamaños fijos que 'sumarían'. A partir de 1963, se conservó en la Universidad de Groningen.
También hay una máquina logarítmica normal mejorada que utiliza triángulos sesgados cuyos lados derechos son más largos y, por lo tanto, evitan desplazar la mediana de las cuentas hacia la izquierda.

## Distribución de las cuentas
Si una cuenta rebota hacia la derecha k veces en su camino hacia abajo (y hacia la izquierda en las clavijas restantes), termina en el contenedor k-ésimo contando desde la izquierda. Numerando las filas de clavos en un tablero de Galton como n, el número de caminos al contenedor k-ésimo en la parte inferior está dado por el coeficiente binomial {\displaystyle {n \choose k}}. El contenedor más a la izquierda es el contenedor 0, junto a él está el contenedor 1, etc. y el más alejado a la derecha es el contenedor n, lo que hace que el número total de contenedores sea igual a n+1 (cada fila no necesita tener más clavos que el número que identifica la fila en sí, por ejemplo, la primera fila tiene 1 clavo, la segunda 2 clavos, hasta la n-ésima fila que tiene n clavos que corresponden a los n+1 contenedores), el resultado que se obtendría de la distribución de cuentas sería una distribución normal. 
Si la probabilidad de rebotar a la derecha en una clavija es p (que es igual a 0.5 en una máquina nivelada), la probabilidad de que la bolita termine en el contenedor k-ésimo es igual a  {\displaystyle {n \choose k}p^{k}(1-p)^{n-k}}. Este es el funcionamiento habitual de la probabilidad en una función binomial. El número de filas se corresponde con el tamaño de la distribución binomial del número de intentos, mientras que la probabilidad p de cada clavo es la p binomial.
De acuerdo con el teorema del límite central (más específicamente, el teorema de Moivre-Laplace), la distribución binomial se aproxima a la distribución normal siempre que el número de filas y el número de cuentas sean grandes. Variar las filas dará como resultado diferentes desviaciones estándar o lo que es lo mismo, diferentes anchos de la curva en forma de campana o distribución normal en los contenedores.
Otra interpretación más precisa desde el punto de vista físico la da la Entropía: dado que la energía que transporta cada bolita que cae es finita, y sus colisiones son caóticas porque la deriva que tomen es indefinida (no hay forma de calcular previamente de qué lado va a caer), la media y la varianza de cada cuenta están obligadas a ser finitas (nunca saltarán fuera de la caja), por lo que surge la forma gaussiana dado que es la distribución de probabilidad de máxima entropía para un proceso continuo con media y varianza definidas. Por lo tanto, el aumento de la distribución normal podría interpretarse como que toda la información posible transportada por cada cuenta relacionada con el camino que ha recorrido se pierde por completo debido a sus colisiones cuesta abajo.

## Ejemplos

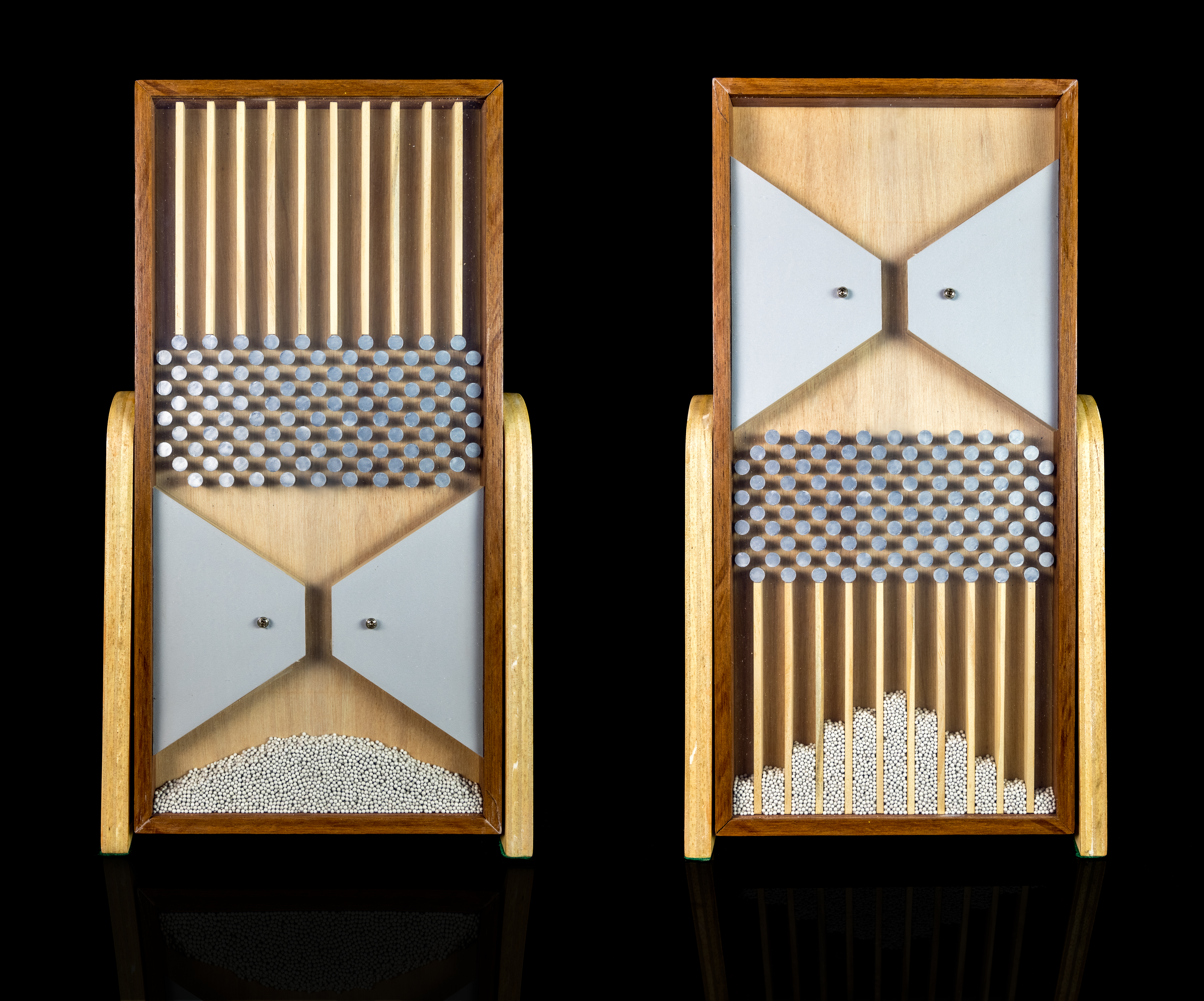
Antes y después del giro
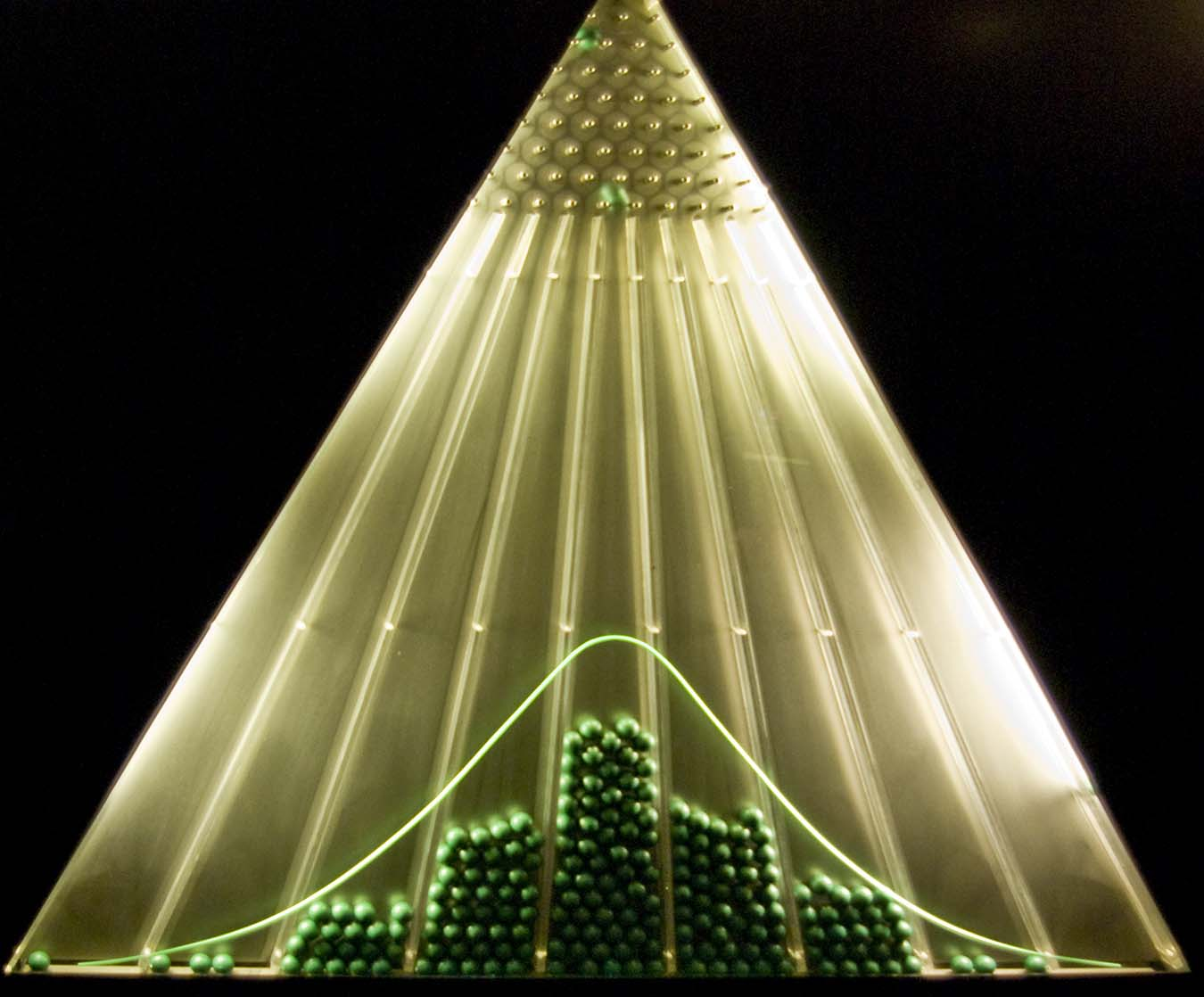
Una réplica de la máquina (siguiendo un diseño ligeramente modificado.)